# Poljana (Tuzla)
Pour les articles homonymes, voir Poljana.
Poljana (en cyrillique : Пољана) est un village de Bosnie-Herzégovine. Il est situé sur le territoire de la ville de Tuzla, dans le canton de Tuzla et dans la fédération de Bosnie-et-Herzégovine. Selon les premiers résultats du recensement bosnien de 2013, il compte 617 habitants.

## Géographie
Le village est situé au nord du lac de Modrac.

## Démographie

### Évolution historique de la population dans la localité
| 1948 | 1953 | 1961 | 1971 | 1981 | 1991 | 2013 |
| ---- | ---- | ---- | ---- | ---- | ---- | ---- |
| -    | -    | 707  | 812  | 804  | 806  | 617  |

|  |